# Suicidio de Alan
El 24 de diciembre de 2015, Alan, un adolescente transgénero de 17 años que residía en la población de Rubí, Barcelona, se quitó la vida. Era de los primeros menores de edad de España que había conseguido hacer un cambio de nombre en su documentación oficial de modo que estuviera acorde a su identidad de género.

## Contexto
En 2015 ya estaba aprobada en Cataluña la Ley 11/2014 para garantizar los derechos de lesbianas, gays, transgéneros, bisexuales e intersexuales y para erradicar la homofobia, la bifobia y la transfobia. Una ley que incluye, entre otras cosas, un régimen de sanciones y que contempla la prevención de la violencia por razones de orientación sexual, identidad de género o expresión de género en el ámbito educativo.
Dos de los artículos que recoge dicha ley dicen:
- El respeto a la diversidad en lo relativo a la orientación sexual, la identidad de género o la expresión de género y a los principios de la presente ley debe ser efectivo en todo el sistema educativo, en los centros y entidades de formación, en la educación de adultos, en la formación de madres y padres, en las actividades deportivas escolares y en las actividades de tiempo libre infantil y juvenil.
- Debe velarse por la concienciación y la prevención de la violencia por razón de orientación sexual, identidad de género o expresión de género y ofrecer mecanismos a los centros para que detecten situaciones de discriminación o exclusión de cualquier persona por las dichas razones. En este sentido, debe promoverse el desarrollo efectivo de planes de convivencia con un especial énfasis en las medidas de prevención y de actuación contra el acoso de que pueden ser objeto las personas LGBTI en el medio escolar.

Aun así, desde el colectivo LGTBI se ha señalado que esta ley todavía no se está implementando.

## Alan
Alan nació en octubre de 1998. Según contaba la madre de Alan tras su muerte, sufría acoso escolar desde los 14 años. Primero, cuando todavía no había decidido iniciar su transición y revelar que era lesbiana. Luego, se intensificó el acoso al morir un primo de Alan. El 24 de diciembre de 2013, dos años antes de su muerte, ingresó en el hospital con un diagnóstico de depresión mayor y pasó el resto del año entre el hospital y un centro de día. Después, Alan cambió de instituto, pasó de Rubí a Sant Cugat. Inició en 2014 un curso de Técnico en Atención a Personas en Situación de Dependencia, aun con identidad pública de mujer. Sólo nueve días después regresó al hospital con autolesiones y el sufrimiento por el acoso nuevamente. En abril de 2015 Alan decidió utilizar públicamente su nombre masculino y junto a su familia inició los trámites de rectificación de nombre en la documentación. En septiembre de 2015 comenzó un nuevo curso y se volvieron a dar las situaciones de acoso.[cita requerida]
La madre de Alan narraba para El Mundo:

"Le hicieron la vida imposible. Hemos sabido que le daban porrazos contra la pared, le tiraron por las escaleras, le decían que tenía barriga de mujer y no músculos de hombre, le levantaban la camiseta y le decían que cómo era posible que fuera por la vida de hombre cuando tenía tetas, le empujaban contra el cristal..."

El 24 de noviembre de ese año Alan tuvo que regresar al hospital y al centro de día.[cita requerida]

## Suicidio
Alan se sentía refugiado en el centro de día, pero en navidades no podía asistir todos los días porque había menos personal. Le habían citado para el 24 de diciembre. La mañana de Navidad de 2015 estuvo hablando con una psicóloga. Esta llamó a los padres tras la visita y le comentó que su hijo estaba para ingresar, pero que por las fechas que eran era posible que estuviera mejor con su familia. La tarde de ese mismo día Alan, estando sólo, se tomó unas pastillas que ya no tenía recetadas y que su familia guardaba bajo llave, bebió alcohol y se le paró el corazón.
Al día siguiente de su muerte, el 25 de diciembre de 2015, la madre de Alan comunicó la noticia a la Asociación de Familias de Menores Transexuales Chrysallis, a la que se habían unido un mes antes:

"Siento en el alma tener que dar esta terrible y triste noticia. Nuestro hijo Alan se quitó ayer su corta vida de 17 años. No pudo con la presión de la sociedad y nos ha dejado para siempre. Muchas gracias por todo vuestro apoyo recibido".

## Prensa, concentraciones e investigación
La madre de Alan explicó la historia de su hijo en el diario El Mundo y dijo:

“Quiero contar la historia de mi hijo para que a nadie le vuelva a pasar algo parecido, que sirva para que no se repita. Mi hijo no se ha suicidado porque sí, ha sido víctima de un crimen social. Una cadena de gente se ha reído de él a lo largo de su vida. Es la lacra del acoso que persigue al diferente. Y mi hijo lo era.”

Asimismo, la noticia de la muerte de Alan apareció en diversos medios de comunicación.
A raíz de la muerte de Alan comenzaron a generarse diversas movilizaciones y protestas por toda España, principalmente en Cataluña, en contra la transfobia y el acoso escolar. En algunas de estas movilizaciones se leyó un manifiesto que decía: “No es un suicidio, es un asesinato social”.
En Rubí, el municipio en el que residía, familiares, amigos y vecinos de Alan organizaron una concentración que reunió a más de un millar de personas 4 días después de su muerte. Tras esa concentración que se celebró en memória de Alan y contra el acoso escolar, se formó en el municipio la Plataforma de Afectados por el Bullying "Alanmón", que puso su nombre en honor a Alan.
Otra de las concentraciones, en Barcelona, que se dio tras la muerte de Alan reclamaba el despliegue efectivo de la ley catalana contra la LGTBIfobia.
Desde la plataforma LGTBI de Cataluña se exigieron responsabilidades políticas por el suicidio de Alan. Por otra parte, desde el Observatorio Contra la Homofobia de Barcelona se envió una carta al Síndic de Greuges  "para conocer qué medidas y acciones activó la Generalitat ante el acoso que sufría Alan y si los mecanismos indicados en la ley 11/2014 estaban implementados en los colegios en los que estudió el menor". El Síndic Rafael Ribó abrió una investigación para conocer las actuaciones del gobierno catalán antes de la muerte de Alan y, paralelamente, conocer el grado de implementación de la Ley 11/2014 sobre los derechos del colectivo LGTBI.